# 勇者無懼 (1981年電影)
《勇者無懼》是1981年香港功夫電影，黃飛鴻電影傳承作品，由袁和平導演，袁和平、趙中興、袁祥仁、袁振洋、袁日初和袁信義任動作設計，和平小組和王晶共同編劇，關德興、元彪、梁家仁、袁信義及樊梅生領銜主演，高飛、袁祥仁主演，李麗麗及唐晶客串主演。導演袁和平希望保存關德興創造的黃飛鴻在人們記憶中純淨形象，於是特意邀請時年75歲的關德興再次出馬主演黃飛鴻，《勇者無懼》也是關德興最後的一部黃飛鴻片，黃師傅以老帶新的模式，用黃飛鴻的青年弟子經歷作為情節主線，該片於1981年3月5日上映。 

## 劇情
黃飛鴻在廣州郊區小鎮行醫濟世，另一派獅吼堂卻將寶芝林視為眼中釘，必欲除之而後快。小子莫羌原是膽小鬼，多得好友梁寬處處照顧，甚至讓莫羌穿上黃飛鴻的衣服去結識女孩。大盜白額虎因殺人而逃亡至小鎮，在戲班充當小差，結果在一次南北獅大混戰中暴露身份，不但打傷了黃飛鴻，更打死了大弟子梁寬，莫羌奮發淬礪，最後惡鬥白額虎，憑勇者無懼的不怕死精神取得勝利。

## 角色
- 關德興飾黃飛鴻
- 元彪飾莫羌
- 梁家仁飾梁寬
- 袁信義飾白額虎
- 樊梅生飾七省總捕頭
- 高飛飾譚慶
- 馮克安飾「奪命裁縫」
- 元秋飾白額虎妻子

## 製作
從1949年到1994年，關德興一生共拍攝了77部《黃飛鴻》系列電影，是第一代黃飛鴻的扮演者，由於功夫底子好，外形氣質都神似黃飛鴻，又練得一手神鞭和舞獅絕技，將黃飛鴻這個歷史人物飾演得有血有肉，極具時代特徵。《黃飛鴻》系列電影被列入健力士世界紀錄，譽為全球最長的系列電影。並獲美國政府的嘉許，頒發獎狀和榮譽市民榮譽，被譽為「國際慈善之星」。此前，袁和平在功夫電影《林世榮》（又稱仁者無敵）請出收山近10年，已經74歲古稀之年的關德興師傅再次出演黃飛鴻，一年多後，袁和平的《勇者無懼》再請關師傅出山，本片戲份亦較為吃重，傳統與創新的融合，以老帶新的模式薪火相傳，關德興都是居於引導者的身份，黃飛鴻徒弟為主線，自有英雄已老，徒弟接班的意思。本片的導演是袁和平，而武打設計方面則由袁家班共同完成，嚴肅之中帶有些喜劇色彩。

## 發行
《勇者無懼》1981年5月3日香港公映，票房收近600萬港幣，名列年度十大賣座影片第五位。《勇者無懼》的大賣，證明袁家班終於形成氣候，與劉家班、洪家班、成家班並列為80年代香港四大武術指導班底。 

## 外部連結
- 香港影庫上《勇者無懼》的資料（繁體中文）
- 互联网电影数据库（IMDb）上《勇者無懼》的资料（英文）
- 豆瓣电影上《勇者無懼》的資料 （简体中文）
- 时光网上《勇者無懼》的資料（简体中文）